# Andrea Ashworth
Andrea Ashworth (* 1. Januar 1969 in Manchester, England) ist eine englische Autorin und Literaturwissenschaftlerin.

## Leben
Ashworth wuchs mit ihrer Mutter auf, die nach dem Tod ihres Vaters noch zweimal heiratete. Diese Stiefväter vergingen sich jahrelang an ihr, bis der jungen Frau der Schulabschluss gelang und sie zum Studium nach Oxford ging. Dort besuchte sie das Hertford College und arbeitete dort als Nachwuchswissenschaftlerin im Fach Literatur. Nach einem Jahr an der Yale University blieb sie einige Zeit in Boston und New York City, bevor sie nach Oxford zurückkehrte. Dort arbeitete sie wissenschaftlich am Lincoln College und dem Wolfson College, bevor sie als Junior Research Fellow an das Jesus College ging.
1998 veröffentlichte Ashworth die Geschichte ihrer traumatischen Jugend mit dem Titel Once in a House on Fire, der im Folgejahr preisgekrönt wurde und im Jahr 2000 in deutscher Sprache erschien.
2013 arbeitete Ashworth in Los Angeles in Kalifornien an einem Buch über die britische Autorin Jean Rhys. Sie lebte dort mit ihrem Mann, einem Professor für Recht und Geschichte an der University of California, Los Angeles, den sie an der Princeton University kennengelernt hatte.

## Preise und Auszeichnungen
- 1999: Somerset Maugham Award der britischen Society of Authors für Once in a House on Fire.

## Veröffentlichungen
- Once in a House on Fire, Picador, London 1998.
  - deutsch von Angelika Naujokat: Als unser Haus in Flammen stand. Diana Verlag, München/Zürich 1998, ISBN 3-8284-0024-8.
  - als Taschenbuch im Diana Taschenbuchverlag 2000, ISBN 3-453-16042-8.